# Sarcofagi delle donne Seianti
I sarcofagi delle donne Seianti sono una coppia di sarcofagi etruschi chiusini, databili al 150-130 a.C. circa. In terracotta policromata, sono conservati al British Museum di Londra (quello di Hanunia Seianti, h. 117 cm) e al Museo archeologico nazionale di Firenze (quello di Larthia Seianti).

## Storia e descrizione
I due sarcofagi sono provenienti da Chiusi e sono considerati capolavori dell'arte plastica etrusca in terracotta, anche per la policromia ben conservata. Contengono iscrizioni che hanno permesso di leggere i nomi delle due donne effigiate, appartenenti alla stessa casata chiusina e forse sorelle, ma comunque parenti. Esse sono ritratte distese nell'atto di scostarsi il velo dalla testa, mentre con la mano sinistra tengono uno specchio: quello di Hanunia è aperto, quello di Larthia è chiuso.
La cassa del sarcofago di Hanunia ha le estremità ornate da pilastrini eolici, che invece in quello di Larthia compaiono anche al centro. Il singolare fregio dorico che si svolge sulle casse ha al centro rosette particolarmente ornate nel caso di Larthia, e che in quello di Hanunia sono separate al centro da triglifi con doppia serie di gocce (superiore e inferiore). I letti (klìnai) sono dotati di alti cuscini.
Le due donne, appartenenti a una delle più ricche famiglie chiusine, mostrano il loro status vestendo abiti dai complicati panneggi, che ricadono sinuosi, e sono adorne di armilla, diadema, orecchini e collana. Soprattutto nel sarcofago di Hanunia, raffigurata come una più matura matrona, il panneggio mostra un complesso studio, che evita ripetizioni o incertezze; il gesto di scostarsi il velo, sebbene tradizionale, appare sciolto, così come realisticamente sono rappresentate le parti nude del corpo.
I volti, come consueto nell'arte funeraria etrusca, sono idealizzati secondo le fattezze classicheggianti, in questo caso femminili, senza pretese di essere somiglianti ai defunti, e quindi non classificabili propriamente come ritratti.
Abbondanti sono i resti della policromia, più sobria nel sarcofago di Hanunia, più sovraccarica nell'altro.

## Galleria d'immagini

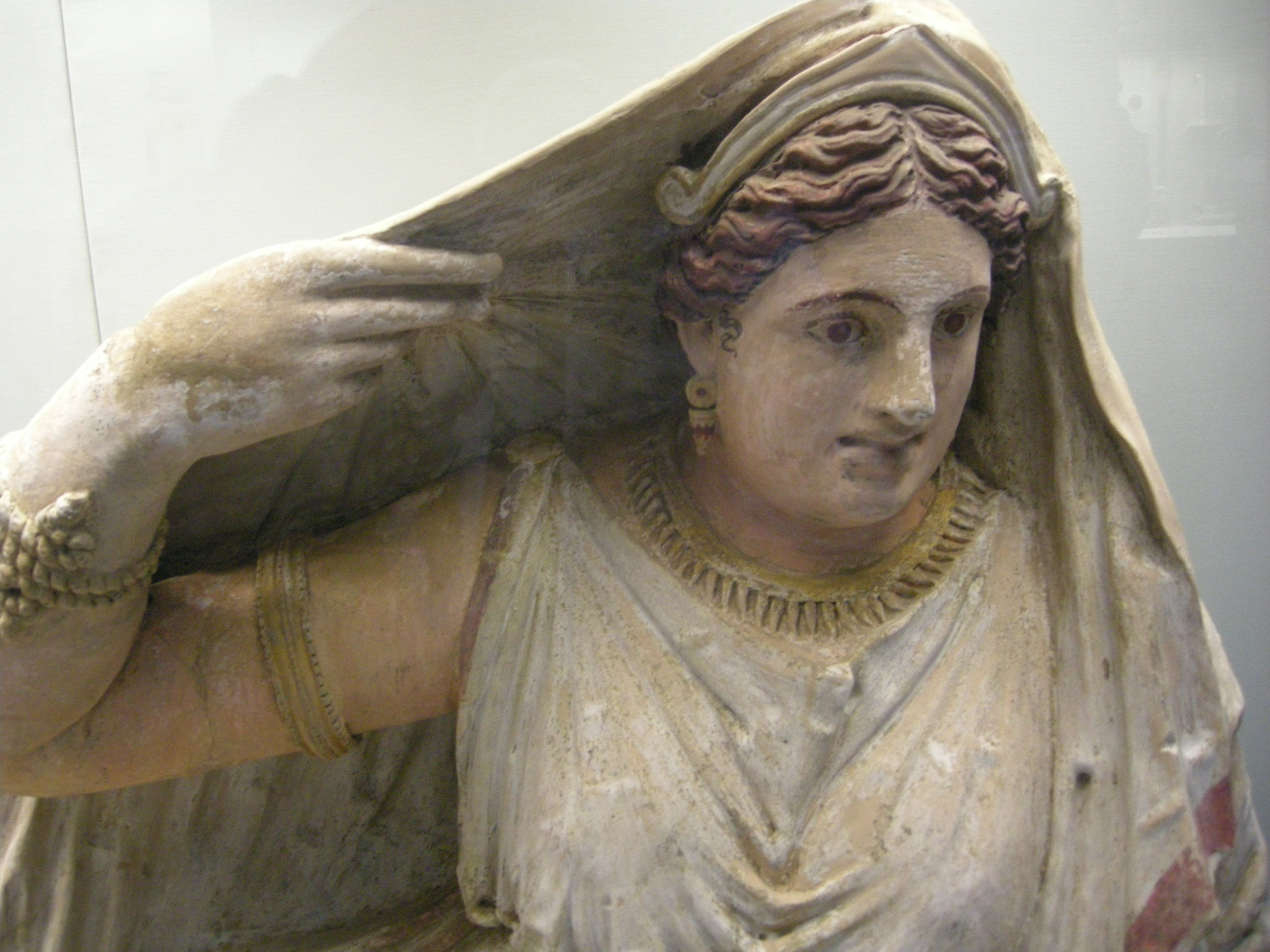
Hanunia, il volto
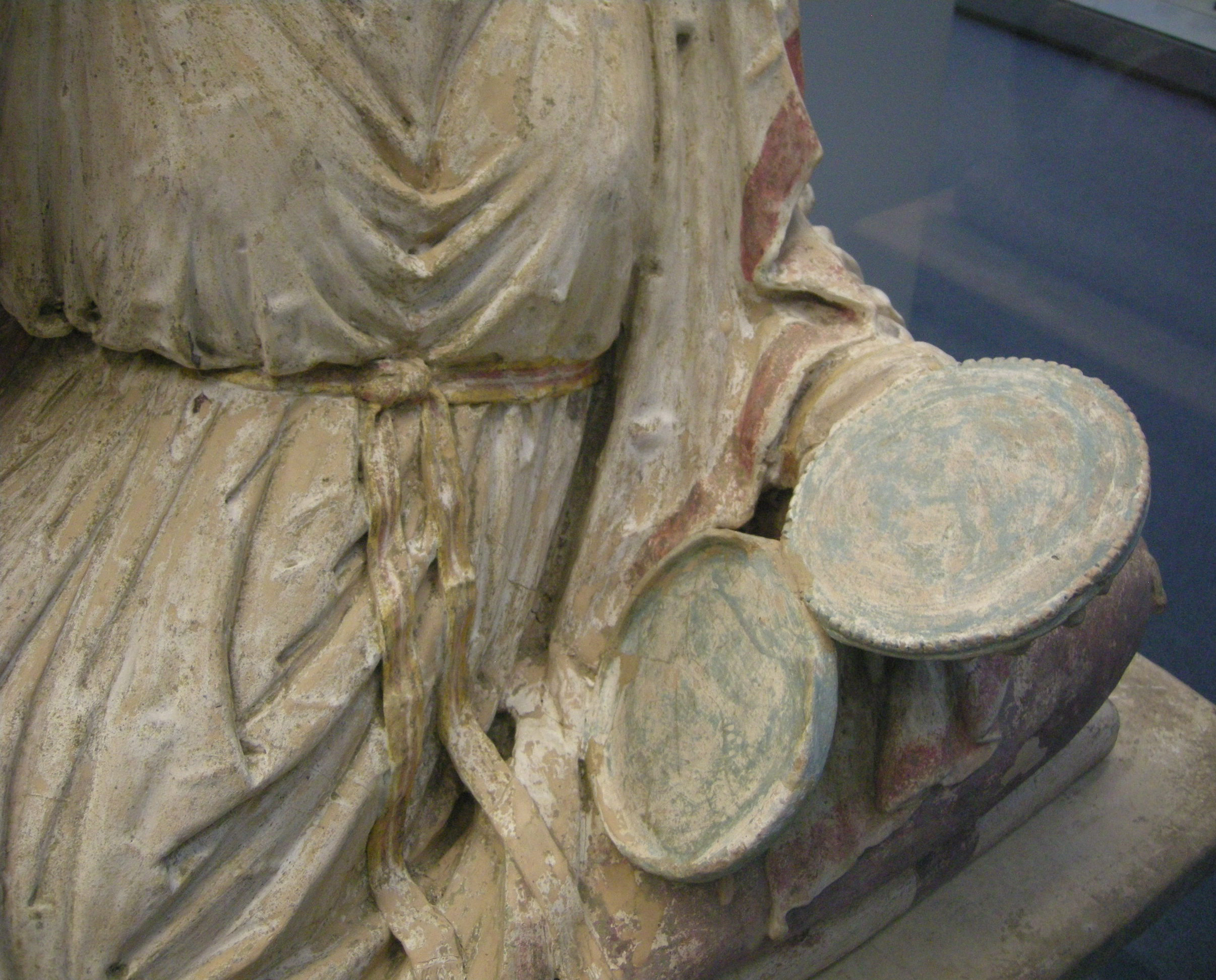
Hanunia, lo specchio
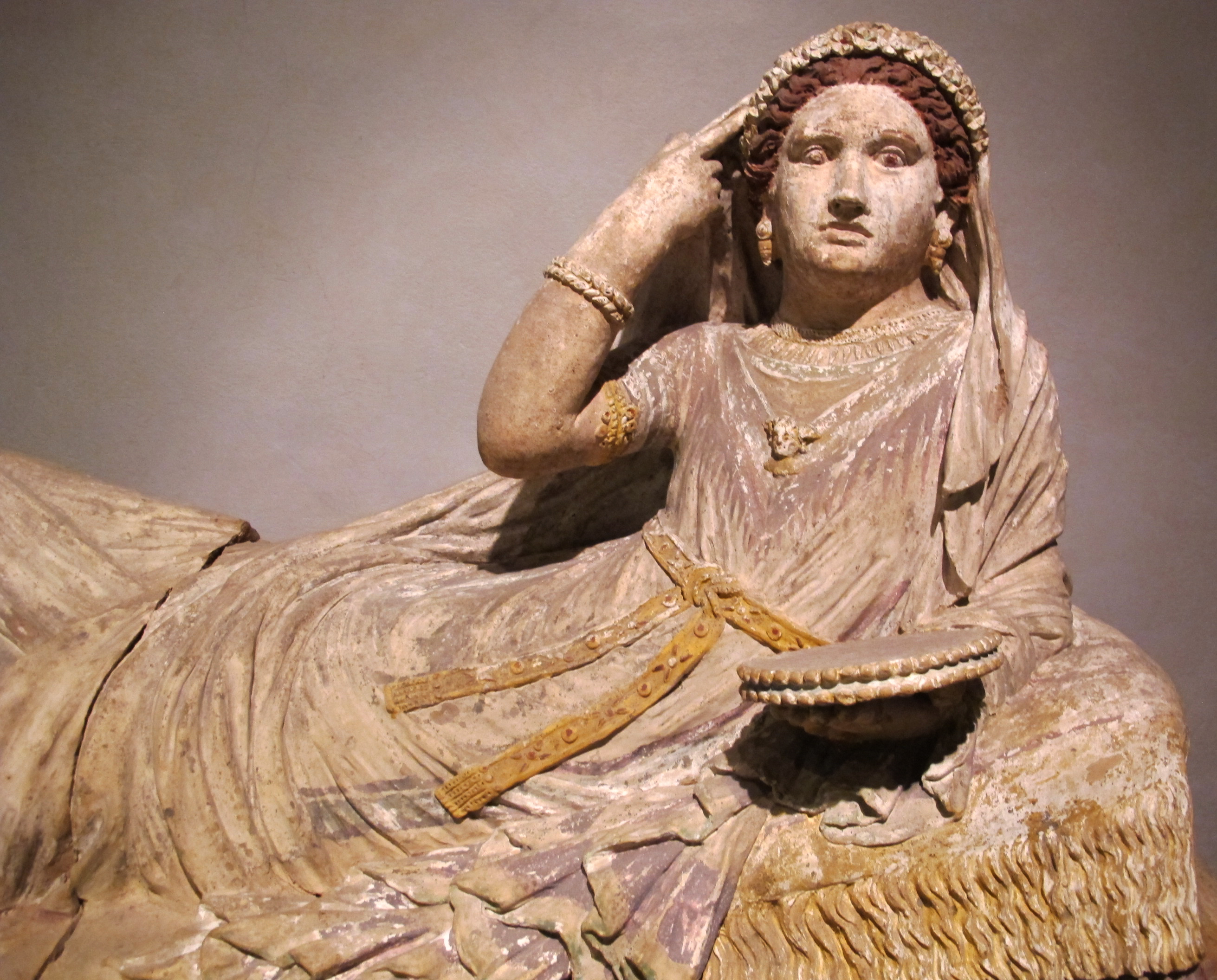
Larthia, dettaglio